# 塔博爾 (斯洛文尼亞)
46°12′39″N 15°0′17″E / 46.21083°N 15.00472°E

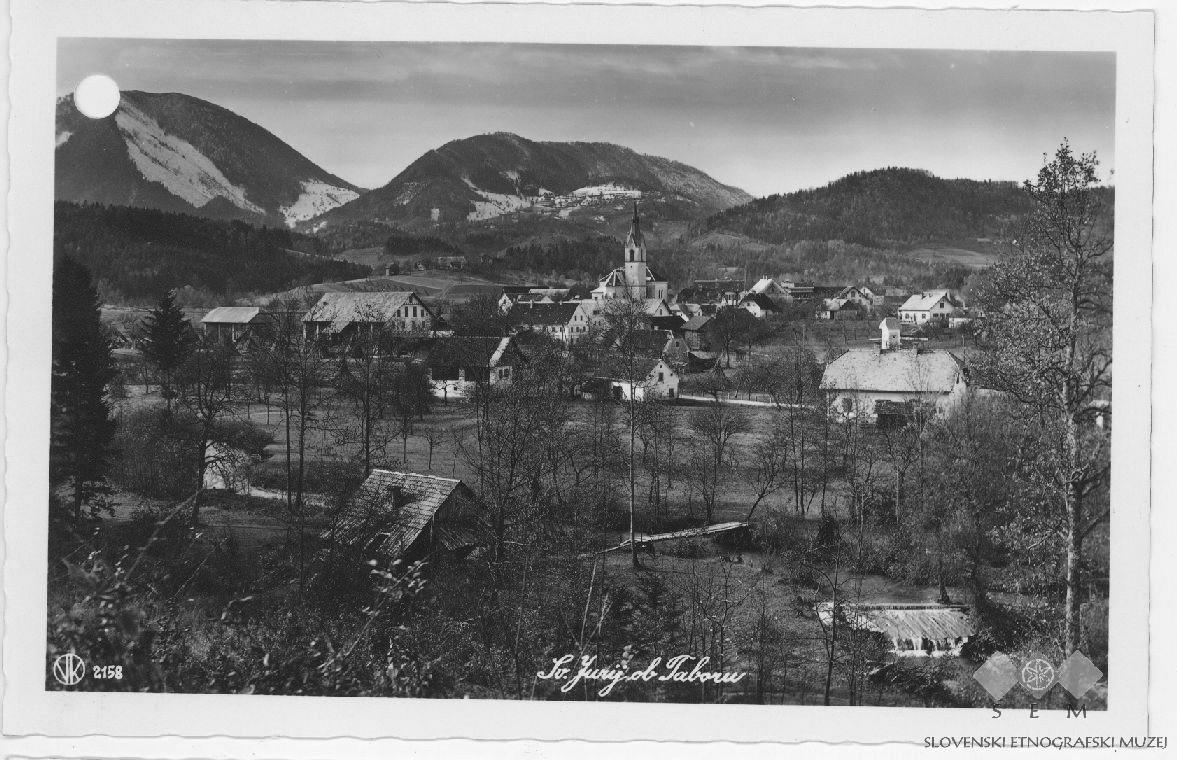

塔博爾，是斯洛文尼亞中部塔博爾市鎮的聚居地及行政中心，處於下施蒂利亞地區。聚居地面積为2.36平方公里，海拔高度320米，2023年人口数量为557人。